# Rezerwat przyrody Gnilec
Rezerwat przyrody Gnilec – florystyczny rezerwat przyrody położony na terenie Puszczy Białowieskiej, w gminie Narewka, w powiecie hajnowskim, w województwie podlaskim, o powierzchni 37,21 ha. Znajduje się w pobliżu osady leśnej Gnilec.
Stworzony w 1995 roku dla ochrony zbiorowisk turzycowych z udziałem rzadkich gatunków roślin naczyniowych i mszaków, niespotykanych w innych częściach puszczy. Zbiorowiska turzycowe to miejsce występowania chronionych storczyków i rzadkiej turzycy Buxbauma. W drzewostanie dominuje dąb szypułkowy, brzoza brodawkowata i olsza czarna.